# Shannon Hawari
Shannon Grace Hawari (Dallas, 30 ottobre 1989) è un'ex pallavolista statunitense.
Giocava nel ruolo di centrale.

## Carriera
La carriera di Shannon Hawari inizia nei tornei scolastici texani, giocando per la Plano West Senior High School. Al termine delle scuole superiori entra a far parte della squadra di pallavolo femminile della University of California, Berkeley, partecipando alla NCAA Division I dal 2008 al 2012: salta per infortunio la stagione 2009, ritornando in campo solo in quella successiva, raggiungendo la finale nazionale, dove però esce sconfitta.
Nella stagione 2013-14 firma il suo primo contratto professionistico, approdando in Germania, dove partecipa alla 1. Bundesliga col Köpenicker Sport Club di Berlino; in seguito non firma più alcun contratto, ritirandosi dalla pallavolo giocata.

## Palmarès

### Premi individuali
- 2010 - NCAA Division I: Seattle Regional All-Tournament Team